# Cho Eun-hee
Cho Eun-Hee (20 de maio de 1972) é uma ex-handebolista sul-coreana. medalhista olímpica.
Fez parte da geração medalha de prata, em Atlanta 1996, com 1 partida como goleira.